# David Hampshire
David Alan Hampshire (Mickleover, 29 dicembre 1917 – Newton Solney, 25 agosto 1990) è stato un pilota automobilistico britannico.

## Risultati in Formula 1
| 1950 | Scuderia            | Vettura          |   |  |  |  |  |     |  | Punti | Pos. |
| ---- | ------------------- | ---------------- | - |  |  |  |  | --- |  | ----- | ---- |
| 1950 | Scuderia Ambrosiana | Maserati 4CLT/48 | 9 |  |  |  |  | Rit |  | 0     |      |

| Legenda | 1º posto     | 2º posto | 3º posto    | A punti         | Senza punti/Non class.  | Grassetto – Pole position Corsivo – Giro più veloce |
| Legenda | Squalificato | Ritirato | Non partito | Non qualificato | Solo prove/Terzo pilota | Grassetto – Pole position Corsivo – Giro più veloce |